# Vörös Sün Ház
A Vörös Sün Ház Budapest ma is használatban lévő legrégibb épülete, amely nevét a benne egykor működött fogadóról kapta.

## Alapadatai
Település: Budapest I. kerület, Budai Várnegyed
Törzsszáma: 15038
Helyrajzi száma: 6587
Címe: 1011 Hess András tér 3., Fortuna u. 1., Táncsics M. u. 2.
Védettsége: II. kategóriás védett műemlékegyüttes

## Története
Ma is fennálló épületét 1260 körül emelt, több korai gótikus, középkori lakóházból a 18. században egyesítették.
Az 1300-as években Konth Miklós nádor (a Pálffy grófi család ősapja) is a ház tulajdonosa volt.
1686-ban az épület előtt esett el Buda utolsó török kormányzója, Abdurrahmán Abdi Arnaut pasa.
Sokáig ez volt a Budai Várnegyed egyetlen vendégfogadója.
1764-ben az épület korábbi kertjében tánctermet építettek, majd Felix Berner osztrák színigazgató javaslatára színpadot is kialakítottak benne.
Az 1760-as években itt tartottak Budán elsőként színházi előadást, majd ez a ház adott otthont a Verner Színház néven működött első magyar gyermekszínháznak. A társulatot alkotó 6–14 éves gyermekek nemcsak az épület nagytermében játszottak, hanem sikeres vidéki turnékat is bonyolítottak.
1773-ban Nöpauer Máté budai építőmester vásárolta meg az ingatlant. Azonnal kérelmet nyújtott be Habsburg Albert főherceghez, hogy a kertjében 9 évvel azelőtt épített tánctermet nyilvános bálok céljaira használhassa. 1776-ban kérelmét elutasították, mivel a budai városi tanács véleménye szerint Budán nem volt szükség több redoute-ra (vigadóra).
1783-ban határozta el az uralkodó a kormányszékek Pozsonyból Budára telepítését. Mivel a Vár egyetlen fogadója – a Vörös Sün – ekkora forgalomhoz hét szobájával kicsi volt és korszerűtlen, a magisztrátus felszólította a tulajdonost az épület bővítésére, de az nem tudott, vagy nem akart a felszólításnak eleget tenni. Ekkor a fogadó működtetési jogát Heinrich Bulla bérelte tőle.
Meyer Johann fogorvos 1789-ben meghirdette Pestről Budára költözését a Vörös Sün fogadó 8. sz. szobájába, ahol jobb körülmények között fogadhatja pácienseit. 1798-ban ő és Karl testvére (szintén nagy gyakorlattal rendelkező fogász) ezen a címen rendelt, vagyis a rendelőben így ketten dolgoztak.
A vár első fogadójaként a ház 1805-ig funkcionált.
1820-ban helyezték el az épület homlokzatán a Vörös Sün domborművet, a „ZUM ROTEN IGL” fogadó cégérét.
A 20. század elején kabaré, nyilvánosház is működött az épületben, amelyet 1959-ben felújítottak.